# 1850-talet

## Händelser
- 1853-1856 - Krimkriget.
- 1855 - Henry Bessemer patenterar Bessemerprocessen som revolutionerar stålproduktionen.
- 1856 - Isaac Singer börjar producera fungerande symaskiner i stor skala, efter att ha övertygat olika uppfinnare att skapa en gemensam patentpool.
- 1859 - prostitutionsreglementering införs i Sverige.

## Födda
- 16 juni 1858 - Gustaf V, Sveriges konung 1907-1950.
- 20 november 1858 - Selma Lagerlöf, svensk författare.
- 27 januari 1859 - Vilhelm II av Tyskland 1888-1918.

## Avlidna
- 8 juli 1859 – Oscar I, kung av Sverige och kung av Norge.